# Eddie Griffin
Edward Rubin Griffin (Kansas City, 15 luglio 1968) è un attore statunitense.

## Biografia
Nato a Kansas City (Missouri), frequenta il Lincoln College Preparatory Academy High School nella stessa città natale. Si sposa a soli 16 anni e divorzia dopo un anno, mentre la moglie aspetta il suo primo e finora unico figlio (Eddie Jr. III, nato nel 1986). Appena divorziato entra nella Marina Militare ma dopo pochi mesi viene espulso dopo un test positivo alle droghe, poi finisce addirittura in carcere sei mesi per rissa ad una parata.
Inizia la sua carriera nel mondo dello spettacolo come coreografo in un gruppo di ballo di uno show, il Kansas City Chiefs. Il successo lo ottiene una notte in cui si esibisce in un locale al "open mic night" (monologo) sfidando suo cugino. La sua performance durò 45 minuti anziché i 3 previsti, così gli si aprirono le porte del successo.

## Curiosità
Nel 2007, ha partecipato ad una gara promozionale del film Redline. Nelle prove accidentalmente toccò l'acceleratore in frenata, perdendo il controllo della Ferrari Enzo che stava guidando. L'automobile (del valore superiore al milione di dollari essendo modificata) si distrusse nell'impatto con le barriere, mentre l'attore ne uscì illeso. L'accaduto venne comunque utilizzato a scopo promozionale.   

## Filmografia parziale

### Attore
- L'ultimo boy scout (The Last Boy Scout), regia di Tony Scott (1991)
- Amicizie pericolose (Jason's Lyric), regia di Doug McHenry (1994)
- Armageddon - Giudizio finale (Armageddon), regia di Michael Bay (1998)
- Gigolò per sbaglio (Deuce Bigalow: Male Gigolo), regia di Mike Mitchell (1999)
- Ho solo fatto a pezzi mia moglie (Picking Up the Pieces), regia di Alfonso Arau (2000)
- Double Take, regia di George Gallo (2001)
- Un ragazzo tutto nuovo (The New Guy), regia di Ed Decter (2002)
- John Q, regia di Nick Cassavetes (2002)
- Undercover Brother, regia di Malcolm D. Lee (2002)
- Scary Movie 3 - Una risata vi seppellirà (Scary Movie 3), regia di David Zucker (2003)
- Il padre di mio figlio (My Baby's Daddy), regia di Cheryl Dunye (2004)
- Deuce Bigalow - Puttano in saldo (Deuce Bigalow: European Gigolo), regia di Mike Bigelow (2005)
- Hot Movie - Un film con il lubrificante (Date Movie), regia di Aaron Seltzer (2006)
- Irish Jam, regia di John Eyres (2006)
- Norbit, regia di Brian Robbins (2007)
- Redline, regia di Andy Cheng (2007)
- Urban Justice - Città violenta (Urban Justice), regia di Don E. Fauntleroy (2007)
- C'era una truffa a Hollywood (The Comeback Trail), regia di George Gallo (2020)

### Doppiatore
- Pinocchio, regia di Roberto Benigni – voce del doppiaggio inglese (2002)

## Doppiatori italiani
- Simone Mori in Un ragazzo tutto nuovo, John Q., Urban Justice
- Fabio Boccanera in Gigolò per sbaglio, Deuce Bigalow - Puttano in saldo
- Fabrizio Pucci in Scary Movie 3
- Fabrizio Vidale in Il padre di mio figlio
- Alberto Angrisano in Hot Movie
- Luigi Ferraro in Norbit
- Gianluca Iacono in Undercover Brother